# Quitumbe
Quitumbe ist ein Stadtteil von Quito und eine Parroquia urbana in der Verwaltungszone Quitumbe im Kanton Quito der ecuadorianischen Provinz Pichincha. Die Fläche beträgt etwa 14 km².

## Bevölkerungsentwicklung
Im Jahr 2001 lag die Einwohnerzahl bei 39.262, im Jahr 2010 bei 79.075. Dies entspricht für diesen Zeitraum einer jährlichen Wachstumsrate von 8,1 %. Für das Jahr 2019 wurde eine Einwohnerzahl von 97.588 prognostiziert.

## Lage
Die Parroquia Quitumbe liegt im Süden von Quito 9,5 km südsüdwestlich vom Stadtzentrum auf einer Höhe von etwa 2920 m. Die Avenida Mariscal Sucre begrenzt das Areal im Westen, die Avenida Morán Valverde im Nordwesten. Die Avenida Simón Bolívar verläuft auf einem 3100 m hoch gelegenen Höhenkamm im äußersten Osten der Parroquia in Nord-Süd-Richtung. Die östliche Verwaltungsgrenze verläuft etwa 500 km weiter östlich auf einer Höhe von 3000 m.
Die Parroquia Quitumbe grenzt im Osten an die Parroquia rural Conocoto, im Süden an die Parroquia Turubamba, im Südwesten an die Parroquia Guamaní, im Westen an die Parroquias La Ecuatoriana und Chillogallo sowie im Norden an die Parroquias Solanda und La Argelia.

## Barrios
In der Parroquia Quitumbe gibt es folgende Barrios:
- Allpallacta-Terranova
- Causayllacta
- Ciudadela del Ejército Etapa 1
- Clemente Sánchez
- El Conde
- Huayrallacta
- Muyullacta
- Ninallacta
- Pacarillacta
- Pueblo Solo Pueblo-La Arcadia
- Pueblo Unido
- Quillallacta
- Quitus Colonial
- Salvador Allende
- San Martín de Porres
- Solidaridad
- Tambollacta
- Tamiallacta
- Tréboles del Sur
- Valle del Sur

## Infrastruktur
Im Nordwesten der Parroquia befindet sich der Parque Las Cuadras, im Südwesten der Parque Calicanto.